# Maytenus addat
Maytenus addat là một loài thực vật thuộc họ Celastraceae. Đây là loài đặc hữu của các khu rừng Afromontane (vùng núi châu Phi), đặc biệt dọc theo bìa rừng, của Ethiopia.